# Монтальбанехо
Монтальбанехо (ісп. Montalbanejo) — муніципалітет в Іспанії, у складі автономної спільноти Кастилія-Ла-Манча, у провінції Куенка. Населення — 139 осіб (2010).
Муніципалітет розташований на відстані близько 130 км на південний схід від Мадрида, 48 км на південний захід від Куенки.

## Демографія
Динаміка населення (INE ):